# 인텔리전트 빌딩
인텔리전트 빌딩(intelligent Building)은 미국에서 처음으로 등장한, 사무자동화에 대응한 빌딩을 말한다.
인텔리전트 빌딩은 사무자동화에 대응하여 충실한 통신 회선, 사무 기기의 무게를 견디는 바닥의 강화, 용량이 큰 전원 등을 갖춘 빌딩으로 정의되어 있다. 이 밖에 공기 조절, 조명, 방재 등 자동 제어가 가능한 '빌딩 오토메이션' 등의 기능을 포함한다.

## 인텔리전트 빌딩의 예
1990년부터 이른바 인텔리전트 빌딩이 각지에서 만들어지기 시작하였다.

#### NEC 수퍼타워

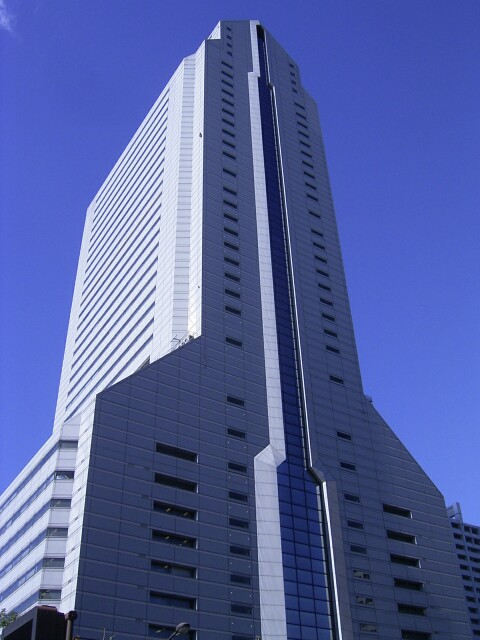
NEC 수퍼타워의 외관

1990년 5월 도쿄에 준공하였다. 지상 43층, 지하 4층에 약 6,000명이 근무할 수 있다. 초고속 광섬유인 LAN(구내 통신망)이 설치되어 있으며, 영상 정보를 다룰 수 있는 서비스 시설도 갖추고 있다. 또한, 환경제어 기능으로 에어 컨디셔닝을 자유롭게 제어할 수 있다. 조명은 기둥에 설치된 액정 터치 패널에 접촉하면 on, off 가 가능하며, 이 터치 패널은 화면을 각 플로어에 있는 부서의 위치를 안내하는 기능을 갖추고 있다. 방재 대책으로는 화재 경보기 외에 연기 감지기, 열 감지기, 스프링클러가 설치되어 있다. 이들 센서로부터 얻어지는 정보나 엘리베이터의 운행 상황, 에어 컨디셔닝의 상황 등은 모두 지하에 있는 빌딩 관리 센터에서 모니터를 통해 관리된다.
슈퍼타워는 주위의 환경과의 조화, 일하기 쉬운 환경 조성에 대한 배려가 그 특징이다. 주위 환경과의 조화에 대한 대표적 보기는 이 빌딩의 중간쯤에 설치한 바람 구멍, 즉 윈드 아베뉴(wind avenue)이다. 이 바람 구멍은 단순히 그 외관상의 진기함뿐만 아니라 신주쿠 부도심의 초고층 빌딩 등에서 발생하는 풍(風)에 대처하는 한 방법으로서 만들어졌다.

### 강남 파이낸스 센터
2001년 완공된 인텔리전트 빌딩으로, 대한민국의 수도 서울특별시 강남구 역삼동에 위치하고 있다. 지상 45층, 지하 8층으로 구성되어 있고 대한민국에서 가장 비싼 오피스 빌딩으로 추정된다.

### 삼성타운
대한민국 서울특별시 서초구에 있는 삼성그룹의 핵심 계열사들이 모여 있는 마천루 오피스 단지이다. 건물 연면적은 110,800m²이며, 상주인원은 2만명에 달하고 이건희 회장의 집무실은 C동 42층에 있다고 한다.